# Поповка (Шебекинский район)
Попо́вка — село в Бершаковском сельском поселении Шебекинского района Белгородской области.

## Географическое положение
Село Поповка находится на левом берегу реки Нежеголек. Ниже по течению находится Бершаково, выше по течению — Булановка.
Через село проходит асфальтированная дорога из Бершакова в Булановку.

## История
В 1950 году, после укрупнения колхозов, Поповка вошла в колхоз имени Калинина.
В 1992 колхоз имени Калинина был преобразован в акционерное общество закрытого типа «Восход».

## Население
| 2002 | 2010 |
| ---- | ---- |
| 458  | ↗510 |